# Phoma destructiva
Phoma destructiva är en lavart som beskrevs av Plowr. 1881. Phoma destructiva ingår i släktet Phoma, ordningen Pleosporales, klassen Dothideomycetes, divisionen sporsäcksvampar och riket svampar.   Inga underarter finns listade i Catalogue of Life.